# 15 липня
15 липня — 196-й день року (197-й у високосні роки) в григоріанському календарі. До кінця року залишається 169 днів.

## Свята і пам'ятні дні

### Міжнародні
- ООН: Всесвітній день навичок молоді

### Національні
- Україна: День хрещення Київської Русі — України[1][2], День Української Державності.[3][4]
- Україна: День українських миротворців
- Україна: День працівників металургійної галузі
- Ботсвана: День президента Ботсвани
- Бруней: День султана Брунею

### Релігійні

#### Християнство
Католицизм
- День Святого Володимира.
- День Святого Бонавентури.

Православ'я
- Рівноапостольного великого князя Володимира, у святому хрещенні Василія.
- Мучеників Кирика й Улити.
- Мученика Авудима.

### Іменини
✝  Католицькі: Бонавентура, Володимир.
✙ Православні: Володимир.

## Події

Грюнвальдська битва, 1410 роботи Яна Матейка

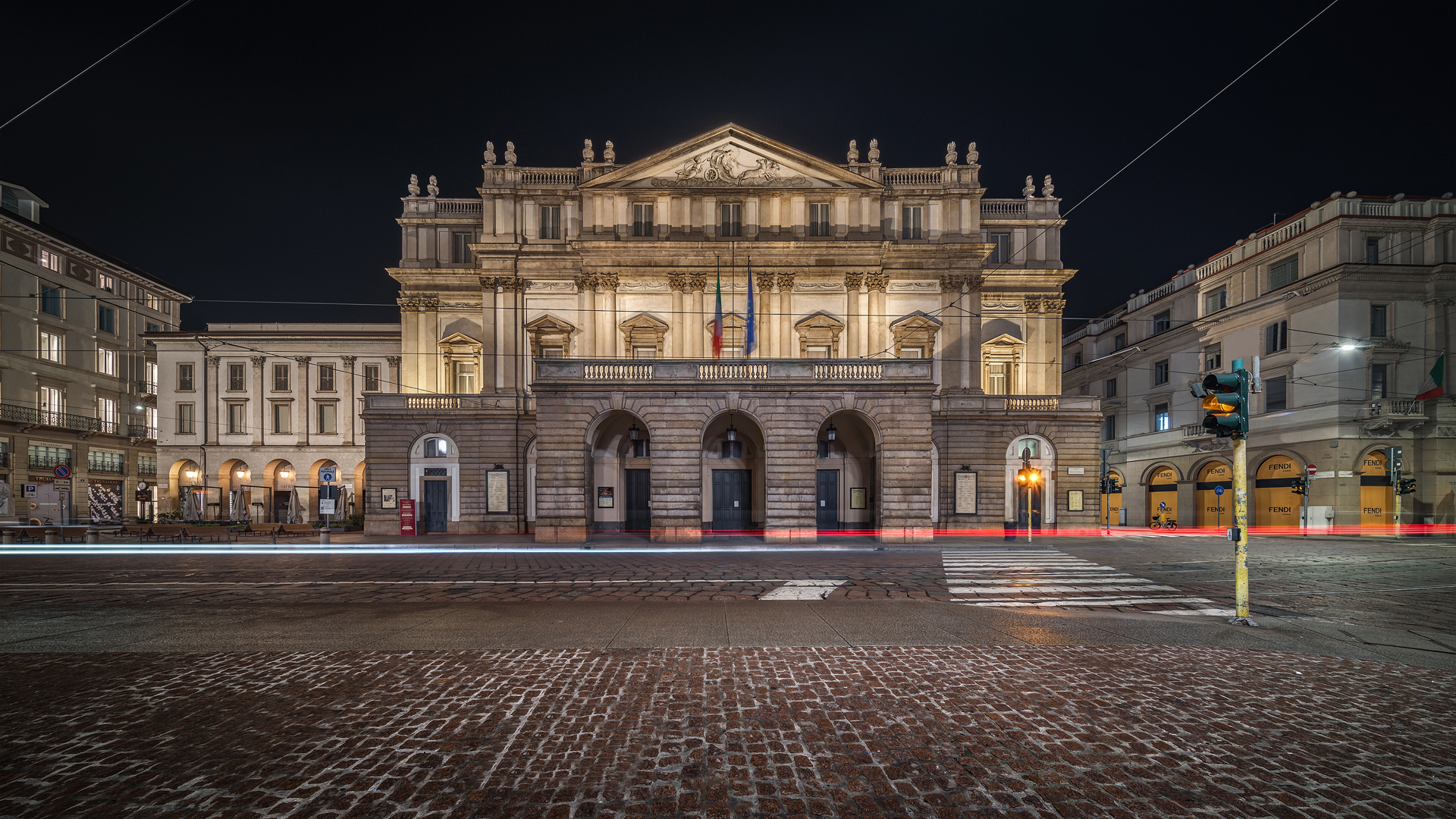
«Ла Скала»

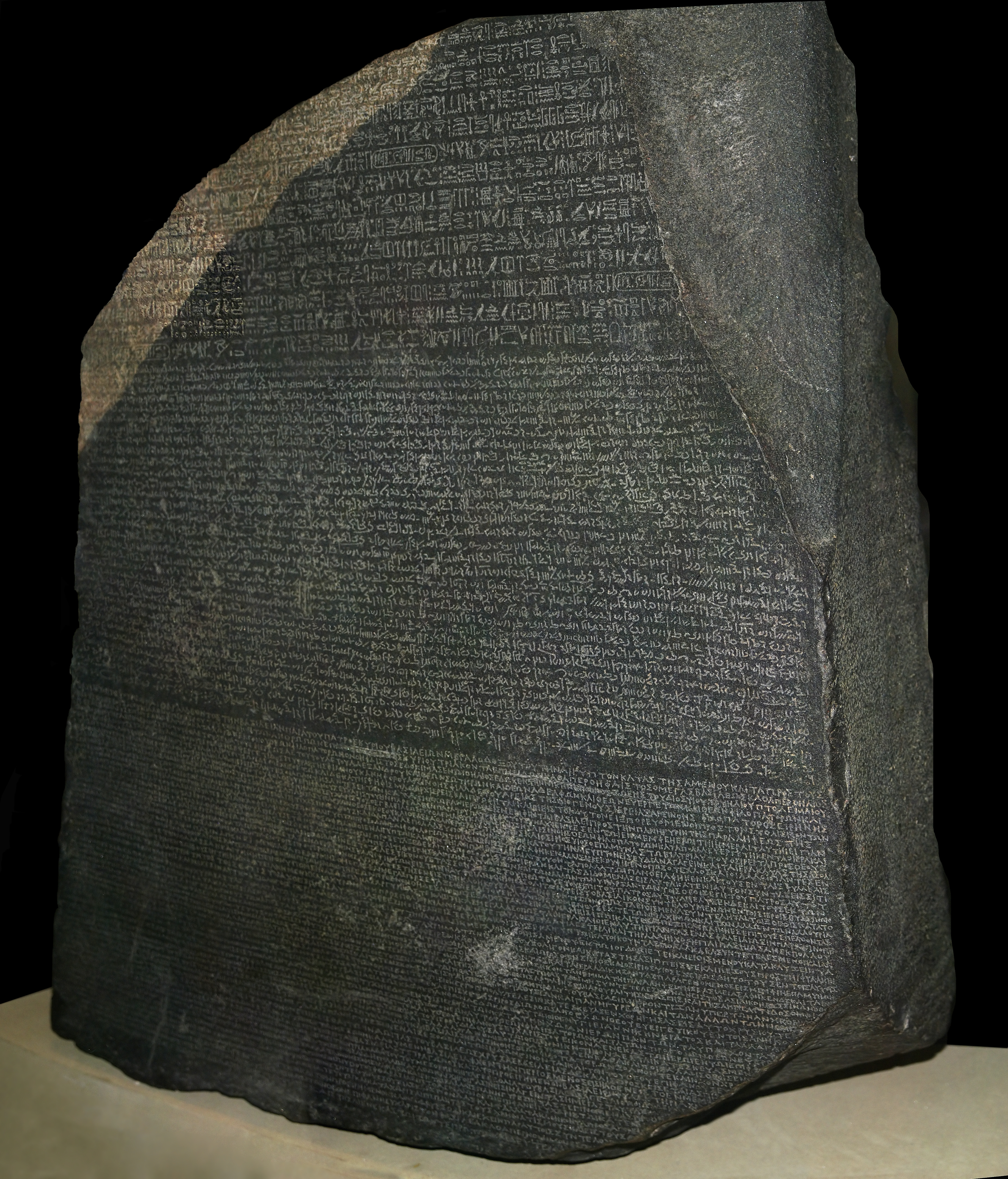
Розетський камінь

- 1099 — учасники Першого хрестового походу взяли Єрусалим.
- 1228 — папа Григорій IX канонізував засновника ордену францисканців Франциска Ассізького.
- 1410 — Відбулася Грюнвальдська битва між військами Тевтонського ордену та об'єднаною польсько-литовсько-українською армією під командуванням князя Вітовта і короля Ягайла.
- 1663 — у Львові король Ян ІІ вирішив йти кількома колонами походом в Україну
- 1683 Величезна (за різними оцінками, 90—140-тисячна) Армія Османської імперії облягла Відень.
- 1776 — Відкрито театр «Ла Скала».
- 1799 — Французький лейтенант П'єр Франсуа Бушар знайшов в Єгипетському еялеті, поблизу невеликого міста Розетта (нині Рашид), неподалік від Александрії, Розетський камінь.
- 1834 — відкрито Київський університет.
- 1988 — На екранах США відбулася прем'єра першої частини «Міцного горішка» з Брюсом Віллісом.

## Народились
Дивись також Категорія:Народились 15 липня
- 1606 — Рембрандт ван Рейн, голландський художник († 1669).
- 1814 — Павло Заблоцький-Десятовський, український лікар, ботанік, етнограф, автор 40 праць із хірургії та стоматології, анастезіолог-новатор. Брат Андрія Парфеновича Заблоцького-Десятовського та Михайла Парфеновича Заблоцького-Десятовського.
- 1899 — Володимир Мартинець, український політичний діяч, журналіст, публіцист, один з найплідніших авторів націоналістичного руху.
- 1892 — Мілена Рудницька, український філософ (†1976).
- 1905 — Олександр Хвиля, український актор («Кармелюк», «Морозко»; †1977).
- 1917 — Роберт Конквест (англ. George Robert Ackworth Conquest), британський історик, дослідник Голодомору.
- 1919 — Айріс Мердок, британська письменниця.
- 1930 — Жак Дерріда, французький філософ і теоретик літератури (†2004).
- 1931 — Клайв Касслер, американський письменник.
- 1976 — Діане Крюгер, німецька акторка і модель.
- 1981 — Ференц Бернат, угорський гітарист, композитор, кандидат мистецтвознавства, посол миру.

## Померли
Дивись також Категорія:Померли 15 липня
- 1015 — Володимир Великий, великий князь Київський.
- 1571 — Морі Мотонарі, самурайський полководець середньовічної Японії періоду Сенґоку. Володар регіону Тюґоку у Західній Японії (*1497).
- 1575 — Леонора д'Есте, дворянка з Феррари.
- 1609 — Аннібале Карраччі, італійський живописець і гравер, представник болонської школи, брат художника Агостіно Карраччі.
- 1789 — Жак Дюфлі, французький клавесиніст і композитор.
- 1828 — Жан-Антуан Гудон, знаменитий французький скульптор.
- 1916 — Ілля Мечников, український науковець, один з основоположників порівняльної патології, еволюційної ембріології, імунології і мікробіології. Лауреат Нобелівської премії у галузі фізіології та медицини (1908).
- 1937 — Юрій Вухналь, український письменник, жертва сталінського терору
- 2009 — Юліус Шульман, американський архітектурний фотограф (*1910).